# Carniella siam
Carniella siam là một loài nhện trong họ Theridiidae.
Loài này thuộc chi Carniella. Carniella siam được miêu tả năm 1996 bởi Knoflach.